# 시민정치마당
시민정치마당은 대한민국의 웹사이트이다. 정치소비자연대에서 운영을 하고, 대한민국 내·외에 존재하는 시민단체들을 총망라하여 연결하는 허브 역할을 한다. 시민단체 활동을 총체적이고 통합적으로 관리하여 효율성을 기하기 위해 2015년 6월 만들어졌다.